# Đài Loan (đảo)
Đảo Đài Loan (Chữ Hán chính thể: 臺灣 hoặc 台灣; Chữ Hán giản thể: 台湾; Bính âm: Táiwān; Wade-Giles: T'ai-wan; tiếng Đài Loan: Tâi-oân) là một hòn đảo ở khu vực Đông Á, ngoài khơi đông nam Đại lục Trung Quốc, phía nam Nhật Bản và phía bắc Philippines. Từ "Đài Loan" cũng thường được dùng để chỉ lãnh thổ do nhà nước Trung Hoa Dân Quốc (THDQ) quản lý, bao gồm đảo Đài Loan, quần đảo Bành Hồ tại eo biển Đài Loan, Kim Môn và Mã Tổ ở ngoài khơi Phúc Kiến, đồng thời; THDQ cũng kiểm soát đảo Thái Bình và bãi Bàn Than trên Biển Đông.
Đảo chính của Đài Loan cũng từng được gọi trong một số ngôn ngữ phương Tây là Formosa cho đến thập niên 1960 (các thủy thủ người Bồ Đào Nha gọi nó là Ilha Formosa, nghĩa là "hòn đảo xinh đẹp"), phía đông giáp với Thái Bình Dương, phía nam giáp Biển Đông, phía tây là eo biển Đài Loan và phía bắc là Biển Hoa Đông. Hòn đảo này dài 394 km và rộng 144 km, gồm nhiều dãy núi dốc và được bao phủ bởi hệ thực vật nhiệt đới và cận nhiệt đới.

## Lịch sử

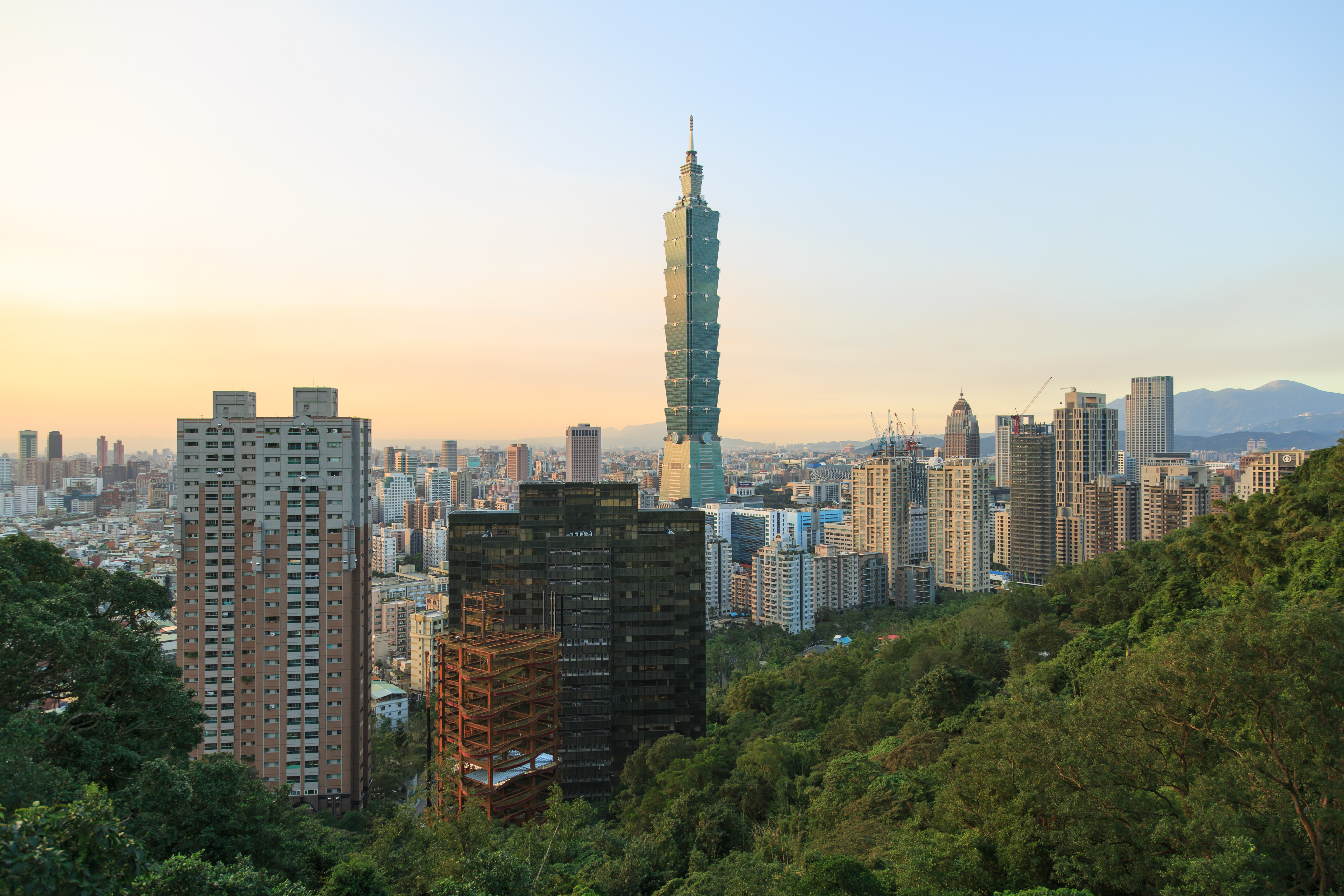
toa nhà cao nhất ở đài Bắc đài loan

### Thời tiền sử và những những người định cư đầu tiên

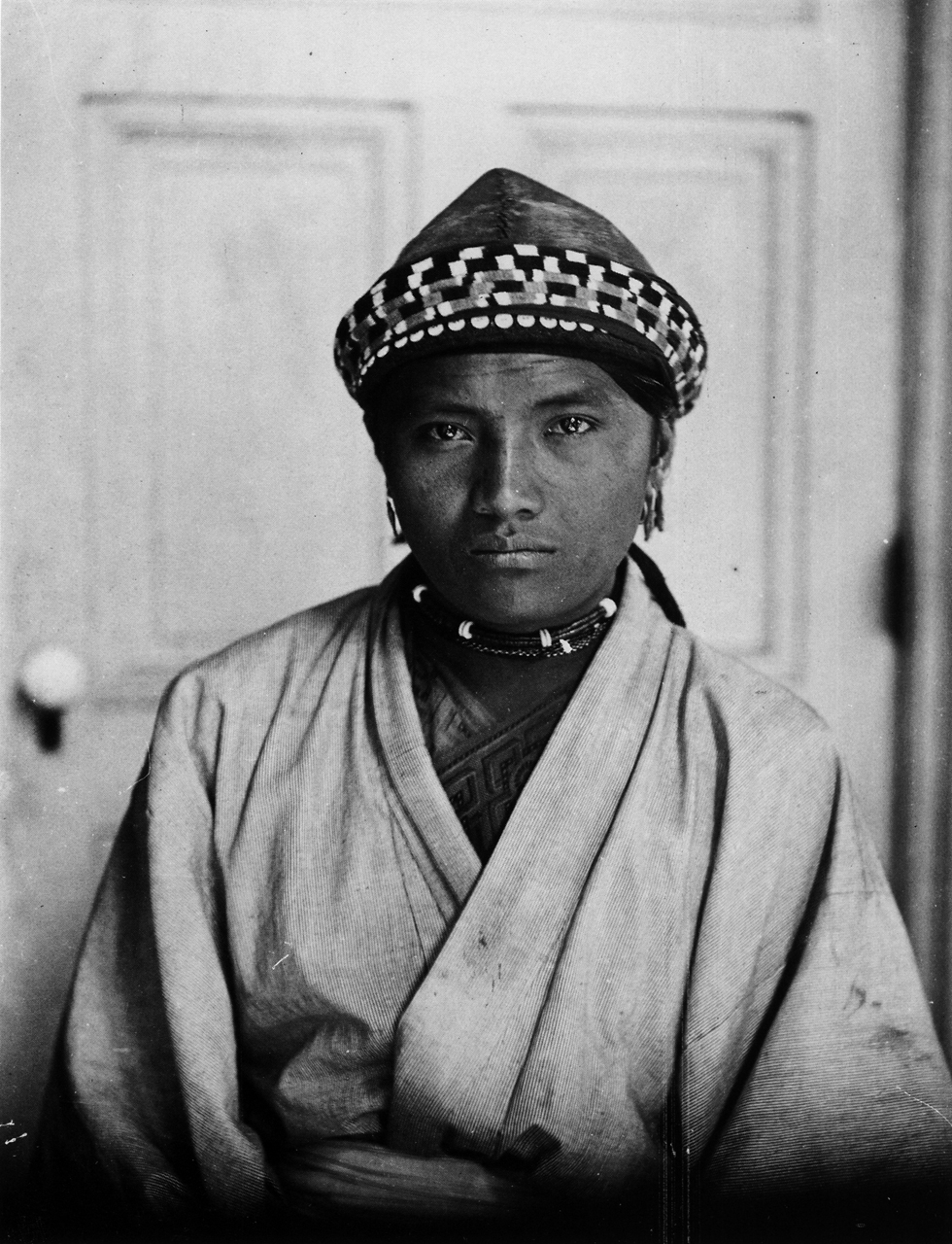
Thổ dân Đài Loan

Bằng chứng khảo cổ cho thấy con người đã có sự hiện diện của ở Đài Loan đã có từ 30.000 năm trước, mặc dù những cư dân đầu tiên của Đài Loan có thể đã không có chung nguồn gốc với bất kỳ nhóm dân tộc nào hiện nay trên đảo. Khoảng 4.000 năm trước, tổ tiên của thổ dân Đài Loan ngày nay đã định cư tại đảo. Những người này có đặc tính di truyền gần gũi với các dân tộc Nam Đảo và có họ hàng với người Mã Lai, người Indonesia hay người Philippines và với cả những người Polynesia ở phía đông châu Đại Dương hiện nay, và các nhà ngôn ngữ học phân loại các ngôn ngữ của họ thuộc về Ngữ hệ Nam Đảo.
Có nhiều khác biệt trong thư tịch từ thời cổ Trung Quốc cho thấy người Hán có thể đã biết đến sự tồn tại của đảo chính Đài Loan kể từ thời Tam Quốc (230 CN), và phân chia các đảo xa bờ biển Trung Hoa này thành Đại Lưu Cầu (Đài Loan) và Tiểu Lưu Cầu (có thể là Quần đảo Ryukyu của Nhật Bản ngày nay). Người Hán bắt đầu định cư tại quần đảo Bành Hồ từ thời nhà Tống vào năm 1171, nhưng họ đã gặp phải sự chống đối của các bộ tộc bản địa, thêm vào đó là thổ dân trên đảo không có các mặt hàng tốt hay sản vật đặc sắc để có thể giao thương, thế nhưng "thỉnh thoảng vẫn có người mạo hiểm hay các ngư dân đến trao đổi hàng hóa" cho đến thế kỷ thứ XVI.

### Thực dân châu Âu
Năm 1544, một tàu Bồ Đào Nha đã trông thấy hòn đảo Đài Loan và đặt tên cho nó là Ilha Formosa, có nghĩa là "Hòn đảo xinh đẹp".
Năm 1624, người Hà Lan thành lập một cơ sở giao thương tại Đài Loan và bắt đầu đưa những lao công người Hán từ Phúc Kiến và Bành Hồ đến và nhiều người trong số họ đã định cư tại đảo, đây là nhóm trở thành những người Hán đầu tiên định cư đến Đài Loan. Người Hà Lan đã xây dựng Đài Loan thành một thuộc địa với thủ phủ là thành Tayoan (nay là An Bình, Đài Nam). Cả Tayoan và tên đảo Taiwan đều xuất phát từ một từ trong tiếng Siraya, ngôn ngữ của một trong các bộ tộc thổ dân Đài Loan. Quân đội Hà Lan tập trung trong một pháo đài gọi là Pháo đài Zeelandia. Những người thực dân Hà Lan cũng bắt đầu việc tìm kiếm hươu sao (Cervus nippon taioanus) trên đảo và cuối cùng đã làm cho loài này bị tuyệt chủng tại Đài Loan.. Tuy vậy, việc này đã góp phần nhận diện danh tính của các bộ tộc bản địa trên đảo. Năm 1626, người Tây Ban Nha đặt chân lên đảo và chiếm đóng Bắc Đài Loan và lập một cơ sở thương mại. Thời kỳ thuộc địa của người Tây Ban Nha kéo dài 16 năm cho đến 1642 thì bị người Hà Lan trục xuất.

### Vương quốc Đông Ninh
Sau khi Nhà Minh sụp đổ, Nhà Thanh chiếm đóng Trung Nguyên, một thủ lĩnh quân sự người Hán là Trịnh Thành Công đã tập hợp lực lượng trung thành với Nhà Minh ở miền nam Phúc Kiến, đã đánh bại và đuổi người Hà Lan khỏi Đài Loan vào năm 1662. Ông xây dựng nơi đây thành một lãnh địa riêng không chịu quyền kiểm soát của Nhà Thanh, thường được biết dưới tên gọi Vương quốc Đông Ninh. Trịnh Thành Công đã lập thủ phủ tại Đài Nam và dùng Đài Loan như một căn cứ, những người kế vị ông là Trịnh Kinh và Trịnh Khắc Sảng vẫn tiếp tục tiến hành các cuộc thâm nhập vào vùng bờ biển đông nam Trung Quốc đại lục nhằm lật đổ Nhà Thanh. Năm 1683, hạm đội quân Thanh dưới sự chỉ huy của đô đốc Thi Lang đã đánh bại quân của họ Trịnh, Đài Loan chính thức sáp nhập vào Đại Thanh.

### Thời kỳ Nhà Thanh cai trị
Nhật Bản đã tìm cách kiểm soát Đài Loan từ năm 1592 khi Hideyoshi Toyotomi bắt đầu mở rộng ảnh hưởng của Nhật Bản ra hải ngoại. Năm 1609, Mạc phủ Tokugawa đã cử Harunobu Arima thực hiện sứ mệnh thám hiểm. Năm 1616 Toan Murayama đã dẫn đầu một cuộc xâm lược hòn đảo, tuy nhiên điều này đã không thành công.
Năm 1871, một tàu của Okinawa bị đắm ở đỉnh phía nam của Đài Loan và toàn bộ thủy thủ với khoảng 54 người đã bị thổ dân Paiwan chém đầu. Khi Nhật Bản đòi hỏi bồi thường từ phía Nhà Thanh, nó đã không được chấp nhận bởi Nhà Thanh coi vụ việc xảy ra là công việc nội bộ. Nhà Thanh cho rằng Đài Loan là một châu thuộc tỉnh Phúc Kiến của mình và Vương quốc Lưu Cầu (vương quốc trên quần đảo Okinawa lúc bấy giờ) là một chư hầu của Nhà Thanh. Khi bộ trưởng ngoại giao Nhật Bản Taneomi Soejima trả lời rằng Nhà Thanh phải bồi thường cho 4 nạn nhân là công dân Nhật Bản đến từ tỉnh Okayama trên tàu, Nhà Thanh đã chính thức bác bỏ yêu cầu này với lý do đó là hành động của các thổ dân "man di" và chưa được chinh phục và hành động đó nằm ngoài quyền hành của họ. Nhiều thổ dân Đài Loan đã bị đối xử vô cùng cay nghiệt; Lãnh sự Hoa Kỳ J.W. Davidson đã mô tả cách người Hán ở Đài Loan ăn và mua bán thịt của những người thổ dân. Việc từ bỏ chủ quyền ở Đài Loan đã dẫn tới việc Nhật Bản xâm lược hòn đảo. Năm 1874, một đội quân viễn chinh gồm ba nghìn lính đã được cử đến đảo. Cuộc chiến kết thúc với 30 người Đài Loan và 543 người Nhật thương vong (12 trong chiến trận và 531 vì dịch bệnh bên phía Nhật Bản)

### Nhật Bản cai trị

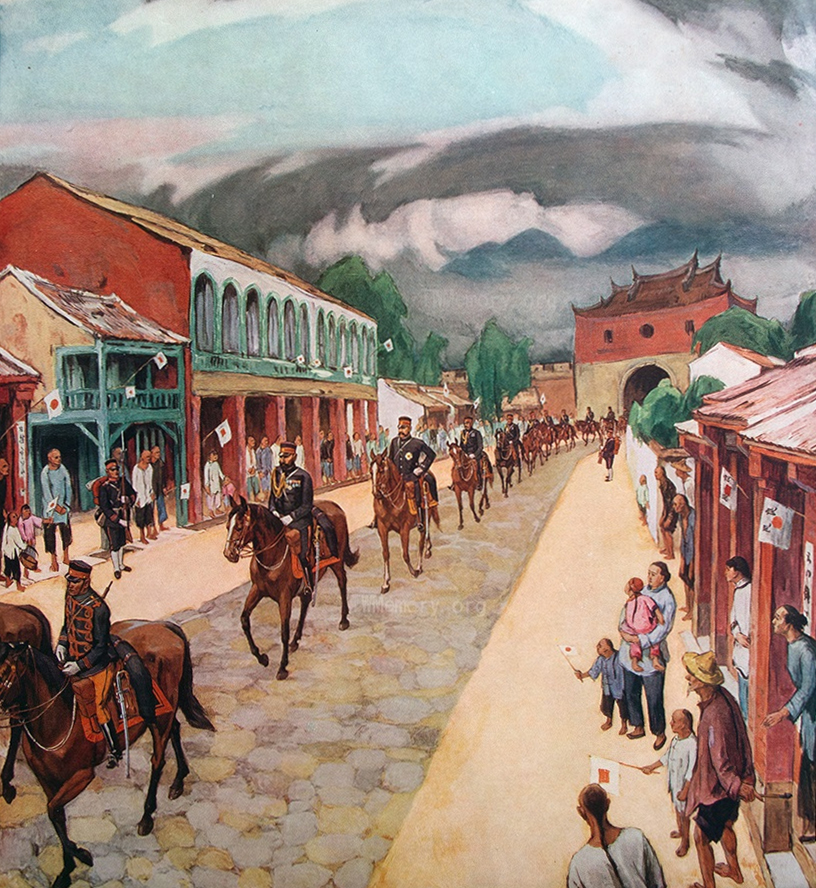
Quân đội Nhật Bản tiến vào thành Đài Bắc năm 1895 theo sau Hiệp ước Shimonoseki

Nhà Thanh đã thất bại trong Chiến tranh Thanh-Nhật (1894-1895) và phải nhượng toàn bộ chủ quyền Đài Loan cùng Bành Hồ cho Đế quốc Nhật Bản. Những người mong muốn vẫn được làm thần dân của Nhà Thanh có 2 năm chuyển tiếp để bán các tài sản của mình và chuyển về đại lục. Chỉ có rất ít người Đài Loan thực hiện được điều này
Vào ngày 25 tháng 5 năm 1895, một nhóm quan chức cấp cao trung thành với Nhà Thanh đã tuyên bố thành lập Đài Loan Dân chủ Quốc để chống lại sự kiểm soát sắp tới của người Nhật. Các lực lượng Nhật Bản đã tiến vào thủ phủ Đài Nam và dập tắt sự kháng cự này vào ngày 21 tháng 10 năm 1895.

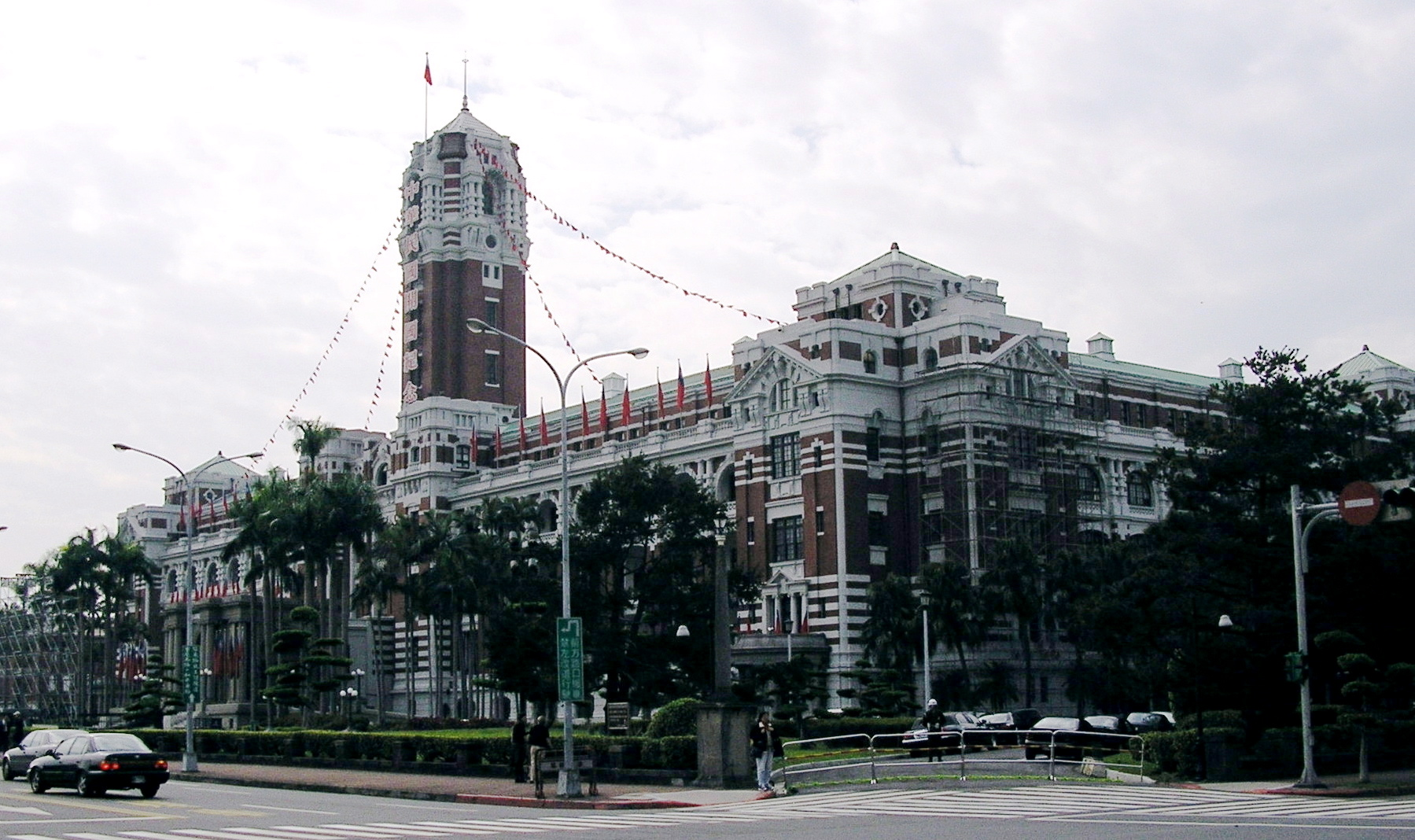
Dinh Tổng thống THDQ hiện nay vốn là Trụ sở chức Toàn quyền của chính phủ Nhật Bản

Những người Nhật sau đó đã công nghiệp hóa hòn đảo; họ mở rộng đường sắt và các mạng lưới giao thông khác, xây dựng một hệ thống bảo vệ sức khỏe trải rộng và xây dựng hệ thống trường công. Trong thời kỳ này, cả sản lượng lúa gạo và mía đều tăng lên. Năm 1939, Đài Loan là nơi sản xuất đường lớn thứ bảy trên thế giới. Tuy nhiên, người Đài Loan và thổ dân chỉ được xếp là công dân hạng hai và hạng ba. Các vụ đấu tranh lớn tiếp tục diễn ra trong thập kỷ đầu, Nhật Bản đã tiến hành trên 160 trận chiến để hủy diệt các bộ tộc thổ dân Đài Loan trong suốt 51 năm cai trị hòn đảo Khoảng năm 1935, Nhật Bản bắt đầu kế hoạch đồng hóa trên phạm vi toàn đảo để quản lý vững chắc hòn đảo và người dân được dạy là phải tự coi mình là người Nhật. Trong Thế Chiến II, hàng chục nghìn người Đài Loan đã phục vụ trong quân dội Nhật Bản. Chẳng hạn, anh trai của cựu Tổng thống Trung Hoa Dân Quốc Lý Đăng Huy đã phục vụ trong hải quân Nhật Bản và chết trong khi làm nhiệm vụ tại Philippines vào tháng 2 năm 1945.
Hải quân Đế quốc Nhật Bản hoạt động chủ yếu bên ngoài Đài Loan. "Nhóm bổn phận phương Nam" có căn cứ bên ngoài Trường Đại học Đế quốc Taihoku (Taihoku nghĩa là Đài Bắc). Nhiều lực lượng Nhật Bản tham gia vào trận Không chiến Đài Loan-Okinawa đặt căn cứ tại Đài Loan. Các căn cứ quân sự và trung tâm công nghiệp quan trọng của Nhật Bản ở khắp nơi tại Đài Loan, như Cao Hùng, đã trở thành mục tiêu của các vụ ném bom ác liệt của Hoa Kỳ.
Nhật Bản mất quyền kiểm soát Đài Loan sau khi bại trận trong Thế Chiến II và Văn kiện Đầu hàng của Nhật Bản được ký vào ngày 14 tháng 8 năm 1945. Nhưng sự kiểm soát của Nhật Bản đã có tác động lâu dài đối với Đài Loan, nhất là văn hóa Đài Loan. Nhiều cơ sở hạ tầng của Đài Loan được bắt đầu xây dựng dưới thời Nhật quản lý. Dinh Tổng thống hiện nay cũng được xây trong thời kỳ này. Năm 1938, có khoảng 309.000 người Nhật định cư tại Đài Loan, hầu hết họ đã hồi hương sau chiến tranh.

### Thời kỳ Trung Hoa Dân Quốc

#### Thời kỳ thiết quân luật Quốc Dân Đảng
Hội nghị Cairo diễn ra từ 22 đến 26 tháng 11 năm 1943 tại Cairo, Ai Cập đã xác định lập trường của phe Đồng Minh chống lại Nhật Bản trong Thế Chiến II, và giải quyết các vấn đề hậu chiến ở châu Á. Một trong ba điều khoản chính của Tuyên bố Cairo là "Tất cả các lãnh thổ mà Nhật Bản đã chiếm đoạt từ Trung Quốc, bao gồm Mãn Châu, Đài Loan và Bành Hồ, sẽ được hoàn trả lại cho Trung Hoa Dân Quốc". Tuy nhiên, nhiều thay đổi đã diễn ra khiến cho văn kiện này đơn thuần chỉ là một phát biểu với mục đích soạn thảo một Hiệp ước Hòa bình sau chiến tranh.
Vào ngày 25 tháng 10 năm 1945, Hải quân Hoa Kỳ đã chở binh lính Trung Hoa Dân Quốc đến Đài Loan để tiếp nhận việc đầu hàng của lực lượng quân sự Nhật Bản tại Đài Bắc (trước đó gọi theo cách đọc tiếng Nhật là Taihoku). Toàn quyền Ando Rikichi và các chỉ huy cấp dưới của tất cả các lực lượng trên đảo đã ký vào văn kiện đầu hàng và trao cho đại diện Trung Hoa Dân Quốc. THDQ đã tuyên bố đây là ngày "Ngày Trao lại Đài Loan". Chính quyền THDQ tại Đài Loan được thiết lập một cách miễn cưỡng và không ổn định, cộng vào đó là những khó khăn về kinh tế, đặc biệt là nạn lạm phát cao. Hơn nữa, xung đột văn hóa và ngôn ngữ giữa người Đài Loan và người đại lục nhanh chóng dẫn đến việc mất đi sự ủng hộ rộng rãi cho chính quyền mới. Điều này lên đến cực điểm trong một chuỗi các xung đột ác liệt giữa quân THDQ và người Đài Loan, gồm 228 vụ việc với ước tính 20.000-30.000 dân thường đã bị Quân đội Trung Hoa Dân Quốc hành quyết trong Bạch sắc khủng bố. Cùng với đó là một trong những thiết quân luật được áp đặt lâu nhất trên thế giới với trên 38 năm, với kết quả là hàng nghìn người Đài Loan đã bị bắt giữ, tra tấn, bỏ tù và hành hình vì các hành vi chống đối Quốc Dân Đảng. Những người này chủ yếu thuộc tầng lớp trí thức và tầng lớp có địa vị xã hội. Năm 2008, một lời xin lỗi chính thức đã được đưa ra cho các hành động này, tuy nhiên vẫn chưa hề có một sự bồi thường hay đền bù nào cho các nạn nhân hay gia đình của họ

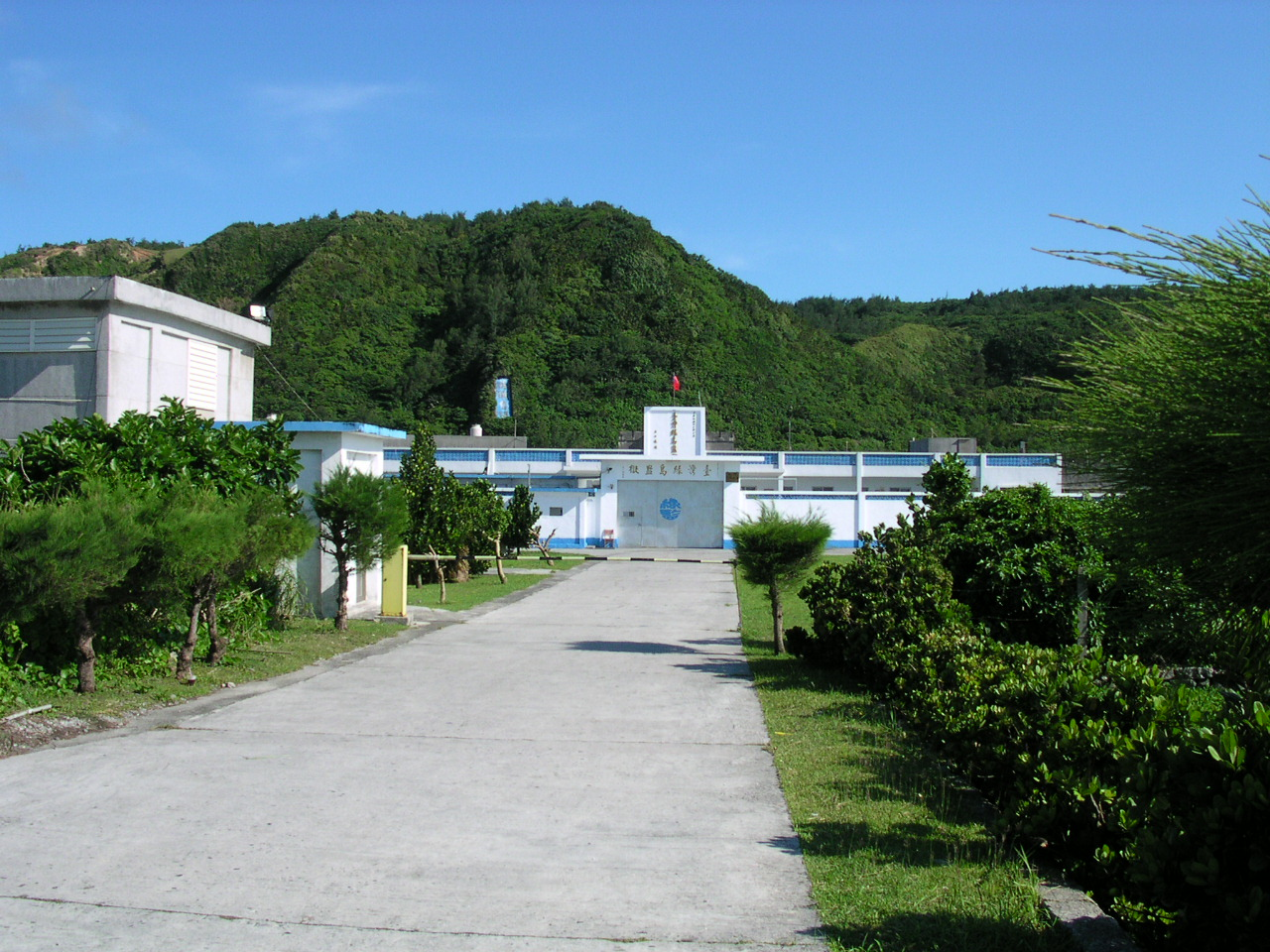
Nhà tù Lục Đảo là nơi giam giữ nhiều tù nhân chính trị thời kỳ Quốc Dân đảng độc quyền cai trị

Năm 1949, trong Nội chiến Trung Quốc, chính quyền Trung Hoa Dân Quốc do Tưởng Giới Thạch lãnh đạo đã triệt thoái khỏi Nam Kinh để di chuyển đến Đài Bắc, thành phố lớn nhất Đài Loan khi đó. Trung Hoa Dân Quốc tiếp tục tuyên bố chủ quyền trên toàn "Trung Quốc", theo định nghĩa của THDQ là bao gồm Trung Quốc đại lục, Đài Loan, Ngoại Mông (tức Mông Cổ) và các khu vực khác. Các lãnh thổ duy nhất không thuộc Đài Loan vẫn còn nằm dưới sự kiểm soát của THDQ là Kim Môn và Mã Tổ. Tại Trung Quốc đại lục, Cộng hòa Nhân dân Trung Hoa thành lập và tuyên bố mình là đại diện hợp pháp duy nhất cho cả Trung Quốc (bao gồm cả Đài Loan) và Trung Hoa Dân Quốc không còn tồn tại
Khoảng 2 triệu người, gồm chủ yếu là quân nhân, các thành viên Quốc dân đảng và các thành phần trí thức và doanh nhân quan trọng, đã di tản từ Trung Quốc đại lục và di chuyển đến Đài Loan trong thời gian đó. Cộng thêm vào đó, chính quyền Quốc dân đảng đã chuyển đến Đài Bắc nhiều tài sản quốc gia như dự trữ vàng và ngoại tệ. Từ thời kỳ này cho đến những năm 1980, Đài Loan được dưới thiết quân luật. Không có sự khác biệt nào dù là nhỏ giữa Quốc dân đảng và chính quyền, tài sản công, tài sản nhà nước, và sở hữu của đảng đều có thể chuyển đổi cho nhau. Nhân viên chính quyền và đảng viên không thể phân biệt được, với nhiều công chức, viên chức được kết nạp là đảng viên Quốc dân đảng.
Trung Hoa Dân Quốc vẫn duy trì là một nhà nước độc đảng trên thực tế theo thiết quân luật theo "Điều khoản Tạm thời có hiệu lực trong thời kỳ Phiến loạn Cộng sản" từ 1948 đến 1987. Sau đó, Tổng thống Tưởng Kinh Quốc và Lý Đăng Huy đã dần dần tiến hành một hệ thống tự do hóa và dân chủ hóa. Với việc chuyển sang chế độ dân chủ, vấn đề vị thế chính trị Đài Loan lại nổi lên là một vấn đề tranh cãi (trước đây những ý kiến không phải là thống nhất dưới quyền của THDQ đều bị cấm đoán).
Do Nội chiến Trung Quốc không hề có thỏa thuận ngừng bắn, THDQ đã củng cố các căn cứ quân sự của mình trên khắp Đài Loan. Trong nỗ lực này, quân đội Quốc Dân đảng trước đây đã xây dựng Quốc lộ Ngang Trung tâm đảo (Trung hoành công lộ) qua hẻm núi Taroko (Thái Các Lỗ) vào thập niên 1950. Hai bờ eo biển Đài Loan vẫn tiếp tục giao chiến lẻ tẻ và hiếm khi công khai chi tiết ra bên ngoài cho đến thập niên 1960 với cực điểm là Cuộc khủng hoảng Eo biển Đài Loan lần thứ hai vào tháng 9 năm 1958 khi tên lửa Nike Hercules đã từng được triển khai. Hiện các thế hệ tên lửa đạn đạo thế hệ mới nhất đã được thay thế cho hệ thống Nike Hercules trước đây trên khắp hòn đảo.
Trong thập kỷ 1960 và 1970, Đài Loan đã phát triển một cách nhanh chóng và công nghiệp hóa mạnh đất nước với một nền kinh tế bền vững và năng động, trở thành một trong bốn con hổ châu Á trong khi vẫn duy trì thiết quân luật và dưới sự cầm quyền độc đảng của Quốc Dân đảng. Vì lợi ích trong Chiến tranh lạnh, hầu hết các quốc gia phương Tây và Liên Hợp Quốc coi Trung Hoa Dân Quốc là chính quyền hợp pháp duy nhất của Trung Quốc cho đến thập niên 1970, khi hầu hết các nước bắt đầu chuyển sang công nhận Cộng hòa Nhân dân Trung Hoa.

#### Hậu thiết quân luật
Người kế nghiệp của Tưởng Giới Thạch là con trai Tưởng Kinh Quốc. Sau khi thay thế cha mình, ông đã bắt đầu tự do hóa nền chính trị Đài Loan. Năm 1984, ông đã lựa chọn Lý Đăng Huy, một nhà kỹ trị người Đài Loan làm phó tổng thống. Năm 1986, Đảng Dân Tiến (DPP) được thành lập và được coi là đảng đối lập đầu tiên ở Đài Loan. Một năm sau, Tưởng Kinh Quốc đã nới lỏng thiết quân luật.
Sau khi Tưởng Kinh Quốc qua đời, phó tổng thống Lý Đăng Huy đã trở thành Tổng thống người Đài Loan đầu tiên của Trung Hoa Dân Quốc. Ông tiếp tục dân chủ hóa chính quyền và giảm sự tập trung của chính phủ vào vấn đề Trung Quốc đại lục. Dưới thời ông cầm quyền, Đài Loan đã trải qua một thời kỳ địa phương hóa mà trong đó văn hóa và lịch sử Đài Loan được coi trọng trong lòng văn hóa Trung Hoa tương phản với chính sách ban đầu của Quốc Dân đảng là coi trọng tính đồng nhất của Trung Hoa. Những cải cách của Lý Đăng Huy bao gồm chuyển việc in giấy bạc từ Ngân hàng tỉnh Đài Loan sang Ngân hàng Trung ương và chuyển hầu hết các công việc của chính quyền tỉnh Đài Loan cho chính quyền Trung ương. Chế độ đại diện cho các tỉnh tại Đại lục trước đây cũng bị bãi bỏ, phản ánh thực tế là Trung Hoa Dân Quốc không quản lý Trung Quốc đại lục. Hạn chế việc sử dụng tiếng Phúc Kiến Đài Loan trong truyền thông đại chúng và trường học cũng đã được nới lỏng. Trong những năm sau đó, Lý Đăng Huy vướng vào một vụ rắc rối về vấn đề tham nhũng về đất đai và mua bán vũ khí mặc dù đã không có vụ luận tội nào được diễn ra.
Thập kỷ 1990, Trung Hoa Dân Quốc tiếp tục các cải cách dân chủ, Tổng thống Lý Đăng Huy đã tái cử trong lần bầu cứ phổ thông đầu tiên được tổ chức vào năm 1996. Năm 2000, Trần Thủy Biển thuộc Đảng Dân Tiến (DPP) đã trở thành tổng thống đầu tiên của Trung Hoa Dân Quốc không phải là thành viên Quốc Dân đảng, ông đã tái cử trong cuộc bầu cử năm 2004. Tình trạng phân cực chính trị nổi bật tại Đài Loan với sự hình thành các đảng trong Liên Hiệp Lam (Phiếm Lam), dẫn đầu là Quốc Dân đảng, chủ trương thống nhất Trung Quốc và các đảng thuộc Liên Hiệp Lục (Phiếm Lục) do Đảng Dân Tiến lãnh đạo với chủ trương Đài Loan độc lập.
Vào ngày 30 tháng 12 năm 2007, Đảng Dân Tiến đã phê chuẩn một nghị quyết yêu cầu tách rời tính đồng nhất với Trung Quốc và kêu gọi ban hành một hiến pháp mới của một "quốc gia bình thường". Đảng này cũng kêu gọi hoàn toàn sử dụng từ 'Đài Loan' và loại bỏ tên gọi Trung Hoa Dân Quốc. Trần Thủy Biển đã tổ chức 2 cuộc trưng cầu dân ý về phòng thủ đất nước và gia nhập Liên Hợp Quốc vào các năm 2004 và 2008 nhưng đều thất bại vì số người đi bỏ phiếu dưới 50%. Ông sau đó đã phải đối mặt với các cáo buộc tham nhũng và phải ngồi tù.
Quốc Dân đảng đã trở thành đa số trong cuộc bầu cử Nghị viện tháng 1 năm 2008 và ông Mã Anh Cửu cũng đã đắc cử tổng thống cùng năm, chính sách của ông là chấn hưng kinh tế và thiết lập mối quan hệ tốt hơn với Cộng hòa Nhân dân Trung Hoa. Ông bắt đầu nhiệm kỳ vào ngày 20 tháng 5 năm 2008. Một phần của chính sách là tận dụng sức mạnh phát triển kinh tế của CHNDTH. Tuy nhiên, một số nhà phân tích cho rằng xung đột quân sự với CHNDTH vẫn sẽ không giảm nhiệt.

## Địa lý

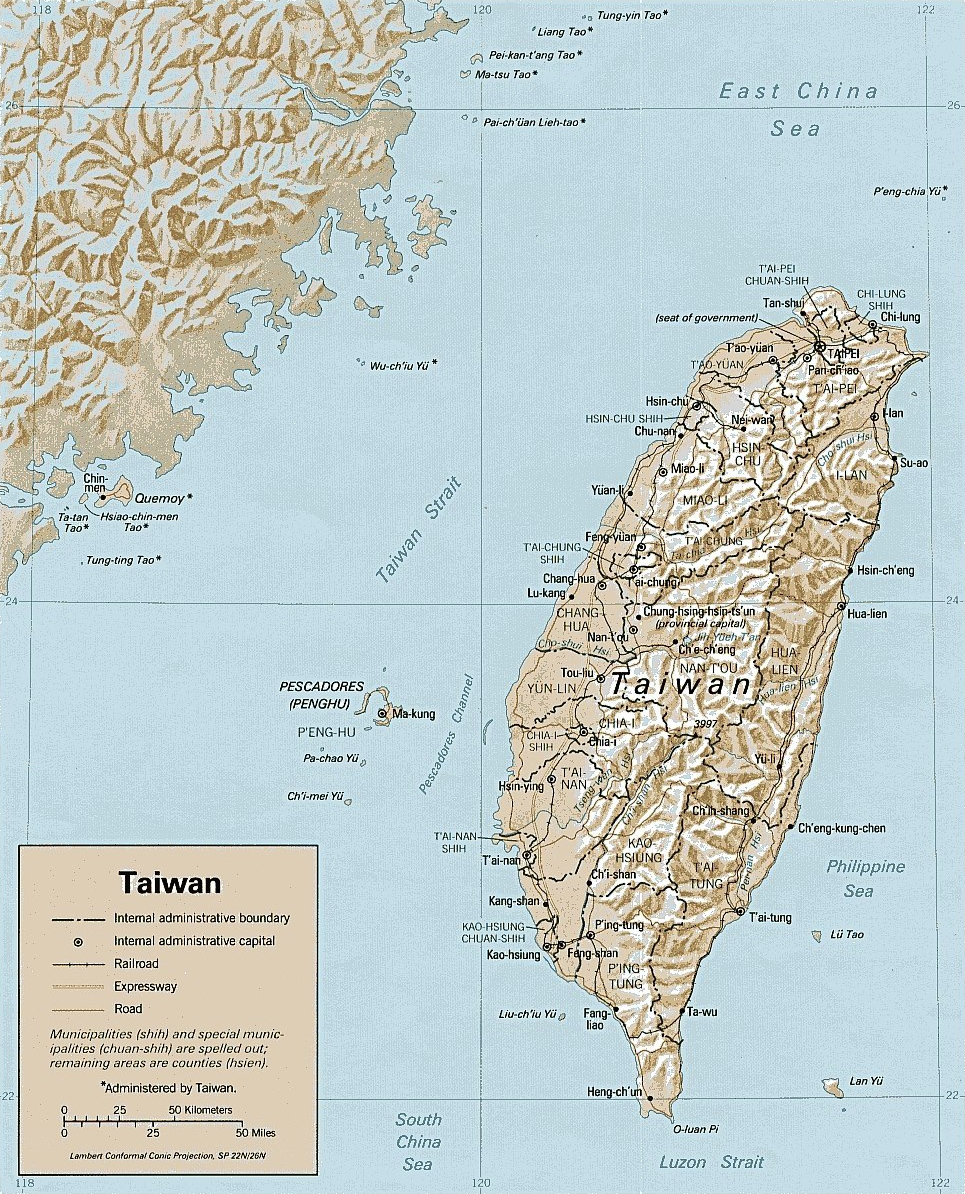
Bản đồ Đài Loan

Hòn đảo Đài Loan nằm cách bờ biển đông nam Trung Quốc đại lục khoảng 180 km qua eo biển Đài Loan. Diện tích của đảo là 35.801 km² (13.822,8 mi²). Biển Hoa Đông nằm ớ phía bắc, phía tây là biển Philippines, eo biển Luzon thẳng hướng về phía nam và phía tây-nam của hòn đảo là Biển Đông. Đảo có sự tương phản giữa 2/3 lãnh thổ, chủ yếu ở phía đông gồm chủ yếu là các vùng đồi núi hiểm trở, có tới 5 dãy núi chạy từ bắc xuống nam của đảo. Đồng bằng tập trung ở phía tây và cũng là nơi sinh sống của hầu hết cư dân Đài Loan. Điểm cao nhất Đài Loan là Ngọc Sơn cao tới 3.952 mét và 5 ngọn núi khác có độ cao trên 3.500 mét. Đài Loan được xếp là hòn đảo cao thứ tư trên thế giới. Công viên Quốc gia Taroko (Thái Các Lỗ) nằm ở vùng đồi núi phía đông của hòn đảo là một ví dụ điển hình cho địa chất, công viên có các hẻm núi và bị xói mòn bởi một dòng sông chảy siết.

### Khí hậu
Đài Loan có khí hậu nhiệt đới đại dương. Phần phía bắc của đảo có mùa mưa từ cuối tháng một cho đến cuối tháng 3 do gió mùa đông bắc đem tới. Hòn đảo có khí hậu nóng, ẩm từ tháng 6 đến tháng 9. Vùng trung và nam đảo không có gió mùa đông bắc vào mùa đông. Các thiên tai như bão và động đất thường xuyên xảy ra tại hòn đảo 
Đài Loan có một mật độ dân số cao với nhiều nhà máy, điều này đã làm cho nhiều khu vực trên đảo đã bị ô nhiễm nặng nề. Đáng chú ý là các khu ngoại ô phía nam Đài Bắc và phía tây Đài Nam và phía nam của Cao Hùng. Trong quá khứ, Đài Bắc đã phải đối mặt với vấn đề ô nhiễm vì có nhiều phương tiện giao thông và nhà máy, nhưng cùng với việc bắt buộc sử dụng xăng không chì và thành lập Cơ quan Bảo vệ Môi trường, chất lượng không khí của Đài Loan đã được cải thiện rất nhiều. Xe tay ga, đặc biệt là xe có động cơ hai thì có thể bắt gặp mọi nơi tại Đài Loan, cũng góp một phần nhỏ vào nạn ô nhiễm.

## Nhân khẩu

### Dân tộc

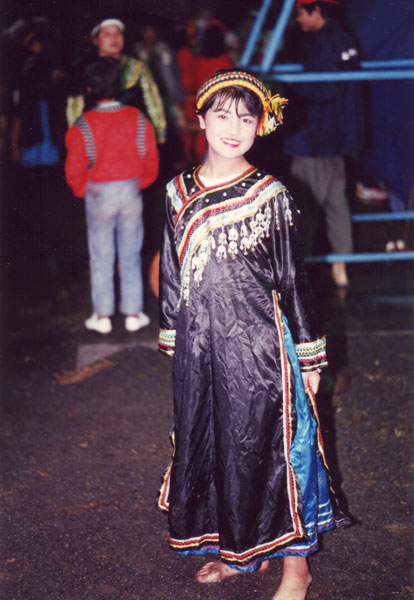
Trang phục truyền thống của người Bunun

Dân số Đài Loan năm 2011 ước tính khoảng 23,2 triệu người, hầu hết trong số đó cư trú tại đảo Đài Loan. Khoảng 98% là người Hán. Trong số đó, 86% có nguồn gốc là những người nhập cư từ trước năm 1949, được gọi là (本省人 Běnshěng rén, bản tỉnh nhân). Nhóm này thường được gọi là "người Đài Loan bản địa" tuy nhiên thổ dân Đài Loan mới thực sự là những người định cư sớm hơn. Bản tỉnh nhân bao gồm 2 phân nhóm: người gốc Phúc Kiến (70% dân số), những người này di cư từ vùng ven biển phía nam Phúc Kiến từ thế kỷ XVII; người Khách Gia (15% dân số) và có nguồn gốc từ tỉnh Quảng Đông. Một số bản tỉnh nhân không thường xuyên sử dụng tiếng Phổ thông, thay vào đó họ sử dụng tiếng Đài Loan và tiếng Khách Gia.
12% dân số là "ngoại tỉnh nhân" (外省人 Waishěng rén), nhóm này gồm có những người đã di cư từ Trung Quốc đại lục sau Nội chiến Trung Quốc cùng với Quốc Dân Đảng và hậu duệ của họ. Hầu hết ngoại tỉnh nhân chủ yếu nói tiếng Phổ thông.
Khoảng 2% dân số Đài Loan, vào khoảng 458.000 người được liệt kê là thổ dân Đài Loan, họ được chia tiếp thành 13 nhóm chính là: Ami, Atayal, Paiwan, Bunun, Rukai, Puyuma, Tsou, Saisiyat, Tao (Yami), Thao, Kavalan, Truku và Sakizaya

### Ngôn ngữ
Tiếng Phổ thông chuẩn (hay còn gọi là tiếng Quan thoại) được công nhận là ngôn ngữ chính thức của Trung Hoa Dân Quốc, ngôn ngữ này được đại đa số dân chúng sử dụng. Khoảng 70% người dân Đài Loan là người gốc Phúc Kiến và họ nói cả tiếng Đài Loan (một phương ngữ của tiếng Mân Nam) và tiếng Phổ thông. Tiếng Phổ thông là ngôn ngữ chủ yếu trong giảng dạy tại trường học từ khi Nhật Bản rút quân khỏi hòn đảo vào những năm 1940. Nhóm người Khách Gia, chiếm khoảng 15% dân số, sử dụng tiếng Khách Gia. Các nhóm thổ dân hầu hết nói ngôn ngữ bản địa của họ, mặc dù hầu hết họ cũng có thể nói tiếng Phổ thông. Các ngôn ngữ thổ dân không thuộc về tiếng Hán hay Ngữ hệ Hán-Tạng mà thuộc Ngữ hệ Nam Đảo
Mặc dù tiếng Phổ thông là ngôn ngữ giảng dạy trong trường học và chiếm ưu thế trên truyền hình và phát thanh, các ngôn ngữ hay phương ngôn khác đã chứng kiến một sự hồi sinh trong đời sống công cộng tại Đài Loan, chủ yếu là từ thập niên 1990 sau khi các hạn chế về ngôn ngữ được nới lỏng. Một phần lớn trong dân chúng có thể nói tiếng Đài Loan, và nhiều người khác cũng có thể hiểu ngôn ngữ này ở những mức độ khác nhau. Những người già từng được giáo dục dưới thời kỳ Nhật Bản chiếm đóng (1895-1945) đều có thể nói được tiếng Nhật.
Tiếng Anh là ngôn ngữ phổ biến tại Đài Loan, một số trường tư có quy mô lớn đã tiến hành giảng dạy bằng tiếng Anh. Tiếng Anh là bắt buộc trong chương trình giảng dạy khi các học sinh bước vào trường tiểu học. Tiếng Anh khá được đề cao trong các trường học Đài Loan

### Tôn giáo

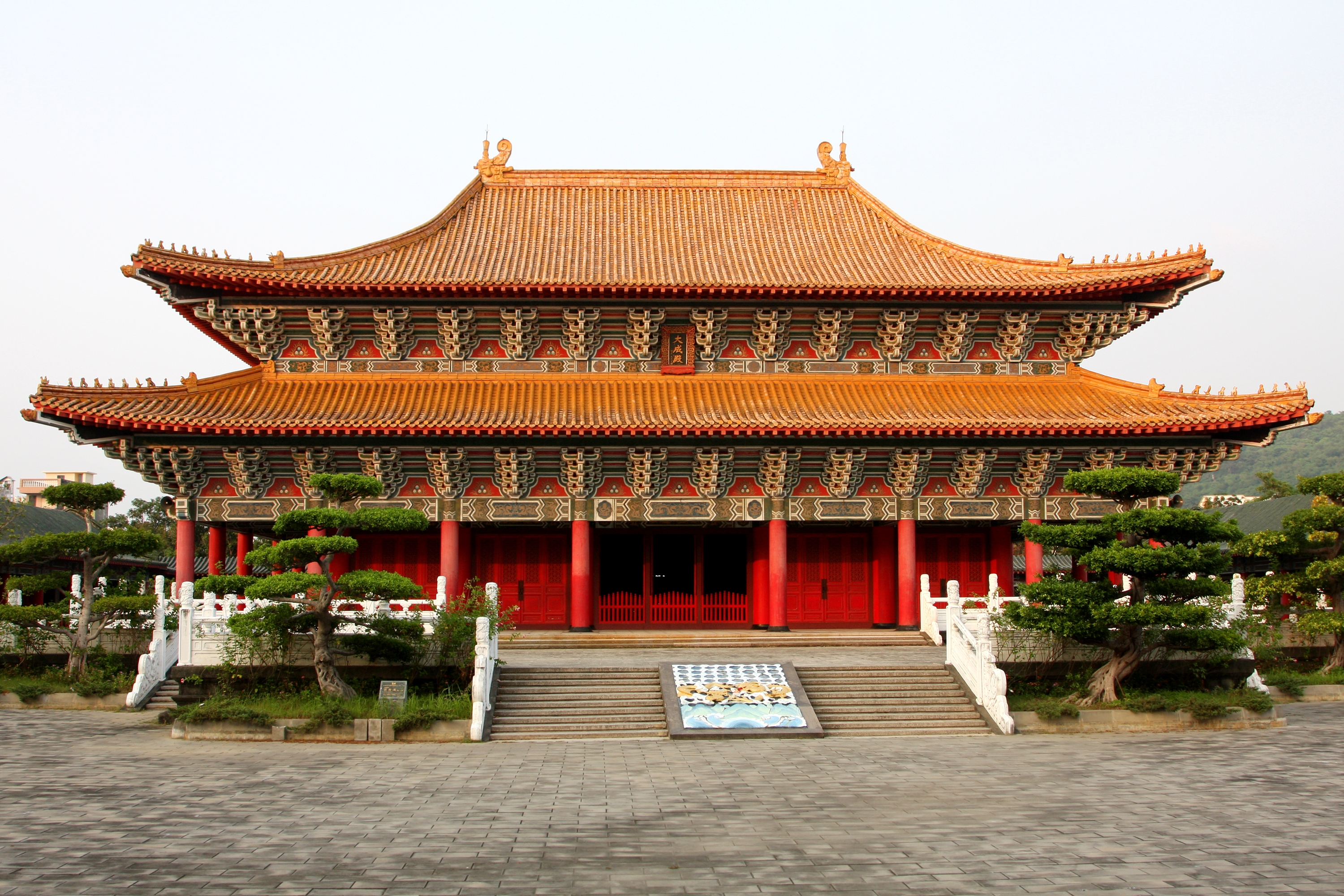
Đền Khổng Tử ở Cao Hùng

Trên 93% dân số Đài Loan trung thành với một sự kết hợp đa thần giáo gồm tôn giáo cổ Trung Hoa, Phật giáo, Khổng giáo và Đạo giáo; 3,9% dân số theo Công giáo Rôma (2,6% Kháng Cách và 1,3% Công giáo) và dưới 2,5% theo các tôn giáo khác, như Hồi giáo. Đa số Thổ dân Đài Loan theo Công giáo với 64% số người theo tôn giáo này, các nhà thờ là một điểm nhấn khiến các ngôi làng của họ trở nên khác biệt với làng của người Phúc Kiến hay Khách Gia

## Văn hóa
Văn hóa Đài Loan là một sự pha trộn của nhiều dòng khác nhau, kết hợp chặt chẽ với các yếu tố của văn hóa cổ truyền Trung Hoa, vốn là nguồn gốc lịch sử và dân tộc của đa số cư dân hiện nay, văn hóa Nhật Bản, tín ngưỡng Khổng Tử và các sắc màu đến từ Phương Tây.
Sau khi dời đến Đài Loan, Quốc Dân Đảng đã áp đặt các phong tục chính thống của văn hóa truyền thống Trung Hoa cho văn hóa Đài Loan. Chính quyền tổ chức các chương trình về nghệ thuật thư pháp, thư họa, nghệ thuật cổ truyền và ca kịch Trung Hoa.
Kể từ phong trào địa phương hóa tại Đài Loan bắt đầu vào những năm 1990. Đặc điểm của văn hóa Đài Loan đã biểu hiện rõ nét hơn. Đặc tính chính trị, cùng với hơn một trăm năm tách biệt vở Trung Quốc đại lục đã khiến cho văn hóa truyền thống cũng có nhiều khác biệt trong nhiều lĩnh vực, như ẩm thực và âm nhạc.
Tình trạng của văn hóa Đài Loan đang là đề tài tranh luận. Người ta mâu thuẫn với nhau khi xếp loại văn hóa Đài Loan là một dạng văn hóa địa phương Trung Hoa hay là một nền văn hóa riêng. Nói tiếng Đài Loan đã trở thành một biểu tượng cho phong trào địa phương hóa và là tượng trưng cho đặc điểm của người Đài Loan.
Một trong các sức hút lớn nhất của Đài Loan là Bảo tàng Cung điện Quốc gia, nơi đây lưu giữ 650.000 hiện vật đồ đồng, ngọc bích, tư pháp, thư họa và gốm sứ Trung Hoa và được coi là một trong là một trong các bộ sưu tầm lớn nhất của nghệ thuật và đồ cổ Trung Hoa trên toàn thế giới. Quốc Dân Đảng đã di chuyển bộ sưu tầm này từ Tử Cấm Thành ở Bắc Kinh năm 1949 khi họ chạy đến Đài Loan. Bộ sưu tầm này ước tính chiếm tới khoảng 1/10 kho tàng văn hóa Trung Hoa và chỉ 1% trong số đó được thay phiên nhau trưng bày. Cộng hòa Nhân dân Trung Hoa cho rằng bộ sưu tầm này đã bị ăn cắp và chúng thuộc về Trung Quốc về mặt luật pháp, nhưng Đài Loan trên thực tế đã bảo vệ được chúng khỏi những cuộc phá hoại nếu chúng còn nằm ở đại lục, đặc biệt là trong thời kỳ Cách mạng Văn hóa.
Karaoke, một hình thức giải trí của văn hóa Nhật Bản, vô cùng phổ biến tại Đài Loan, tại đây chúng được gọi là KTV. Ngành kinh doanh KTV hoạt động giống như mô hình một khách sạn, được chia thành các phòng nhỏ và phòng khiêu vũ phù hợp với số khách trong nhóm. Nhiều KTV hợp tác với các nhà hàng, quán giải khát để tổ chức các hoạt động phục vụ đầy đủ cho các gia đình, bạn bè hoặc bạn kinh doanh.

## Kinh tế

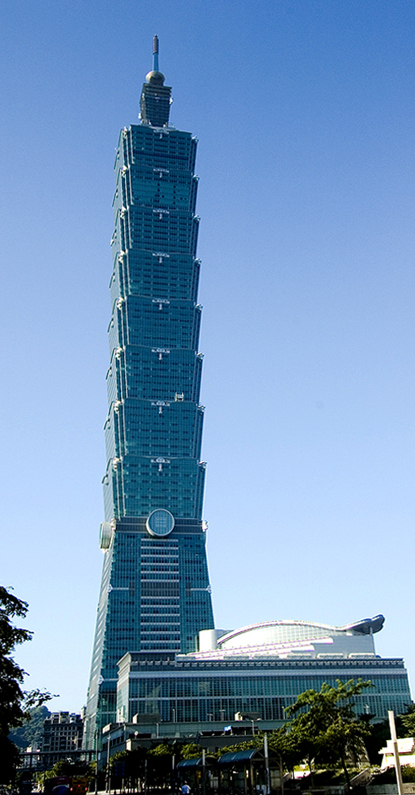
Đài Bắc 101 là biểu tượng cho thành công kinh tế của Đài Loan

Đài Loan đã công nghiệp hóa một cách nhanh chóng trong nửa cuối của thế kỷ XX, và điều này được mệnh danh là "Kỳ tích Đài Loan" (台灣奇蹟 Đài Loan cơ tích). Đài Loan cùng với Hàn Quốc, Hồng Kông và Singapore được gọi là bốn con rồng châu Á (hay bốn con hổ châu Á).
Năm 1962, Đài Loan có thu nhập quốc dân (GNP) đầu người là 170 đô la Mỹ, chỉ tương được với Zaire và Cộng hòa Congo. Năm 2008 thu nhập quốc dân đầu người đã lên tới 33.000 đô là Mỹ, Chỉ số Phát triển Con người (HDI) cũng tương đương với các nước phát triển. HDI của Đài Loan năm 2007 là 0,943 (xếp thứ 27, rất cao), và 0,868 năm 2010 (xếp thứ 18, rất cao) theo cách tính mới của Liên Hợp Quốc.
Đài Loan ngày nay có một nền kinh tế năng động, tư bản, dựa vào xuất khẩu đi cùng với việc dần dần giảm sự can dự của nhà nước trong đầu tư và thương mại quốc tế. Một số ngân hàng và các hãng công nghiệp lớn do chính quyền điều hành đã được tư nhân hóa. Tăng trưởng GDP thực trung bình là 8% trong suốt gần 3 thập kỷ gần dây. Xuất khẩu là động lực chính cho công nghiệp hóa. Thặng dư thương mại khá lớn và dự trữ ngoại hối của Đài Loan đứng thứ 5 thế giới tỉnh đến 31 tháng 12 năm 2007
Đóng góp của nông nghiệp trong nền kinh tế Đài Loan là rất nhỏ, chỉ chiếm 2% so với 35% vào năm 1952. Từ những năm 1980, các ngành công nghiệp sử dụng nhiều nhân công đã dần di dời ra hải ngoại và được thay thế với các ngành đòi hỏi tính kỹ thuật cũng như vốn đầu tư lớn. Các khu công nghệ cao đã có mặt tại tất cả các vùng tại Đài Loan. Đài Loan trở thành một trong các nhà đầu tư nước ngoài chính tại Trung Quốc đại lục, Thái Lan, Indonesia, Philippines, Malaysia và Việt Nam. Theo ước tính năm 2003, có khoảng 50.000 doanh nhân và người làm ăn cũng như gia đình của họ sống tại CHNDTH